# Гланвил
Гланвил (фр. Glanville) насеље је и општина у северној Француској у региону Доња Нормандија, у департману Калвадос која припада префектури Лисје.
По подацима из 2011. године у општини је живело 175 становника, а густина насељености је износила 27,22 становника/km². Општина се простире на површини од 6,43 km². Налази се на средњој надморској висини од 61 метар (максималној 142 m, а минималној 38 m).

## Демографија
| 1962. | 1968. | 1975. | 1982. | 1990. | 1999. | 2011. |
| ----- | ----- | ----- | ----- | ----- | ----- | ----- |
| 137   | 169   | 144   | 126   | 133   | 165   | 175   |

График промене броја становника у току последњих година